# Malmerspach
Malmerspach ist eine französische Gemeinde mit 484 Einwohnern (Stand 1. Januar 2022) im Département Haut-Rhin in der Europäischen Gebietskörperschaft Elsass und in der Region Grand Est (bis 2015 Elsass). Sie gehört zum Arrondissement Thann-Guebwiller, zum Kanton Cernay und ist Mitgliedsgemeinde des Kommunalverbandes Vallée de Saint-Amarin.

## Geografie
Die Gemeinde Malmerspach liegt im Thurtal in den Vogesen, etwa auf halbem Weg zwischen Thann und dem Col de Bussang. Das Gemeindegebiet ist Teil des Regionalen Naturparks Ballons des Vosges.

## Geschichte
Die älteste erhaltene Erwähnung des Dorfes stammt von 1506. Es gehörte zur Fürstabtei Murbach und dem dortigen Amt Sankt Amarin.
Von 1871 bis zum Ende des Ersten Weltkrieges gehörte Malmerspach als Teil des Reichslandes Elsaß-Lothringen zum Deutschen Reich und war dem Kreis Thann im Bezirk Oberelsaß zugeordnet.

## Bevölkerungsentwicklung
| Jahr      | 1910 | 1962 | 1968 | 1975 | 1982 | 1990 | 1999 | 2007 | 2018 |
| Einwohner | 787  | 542  | 616  | 574  | 500  | 537  | 557  | 524  | 503  |

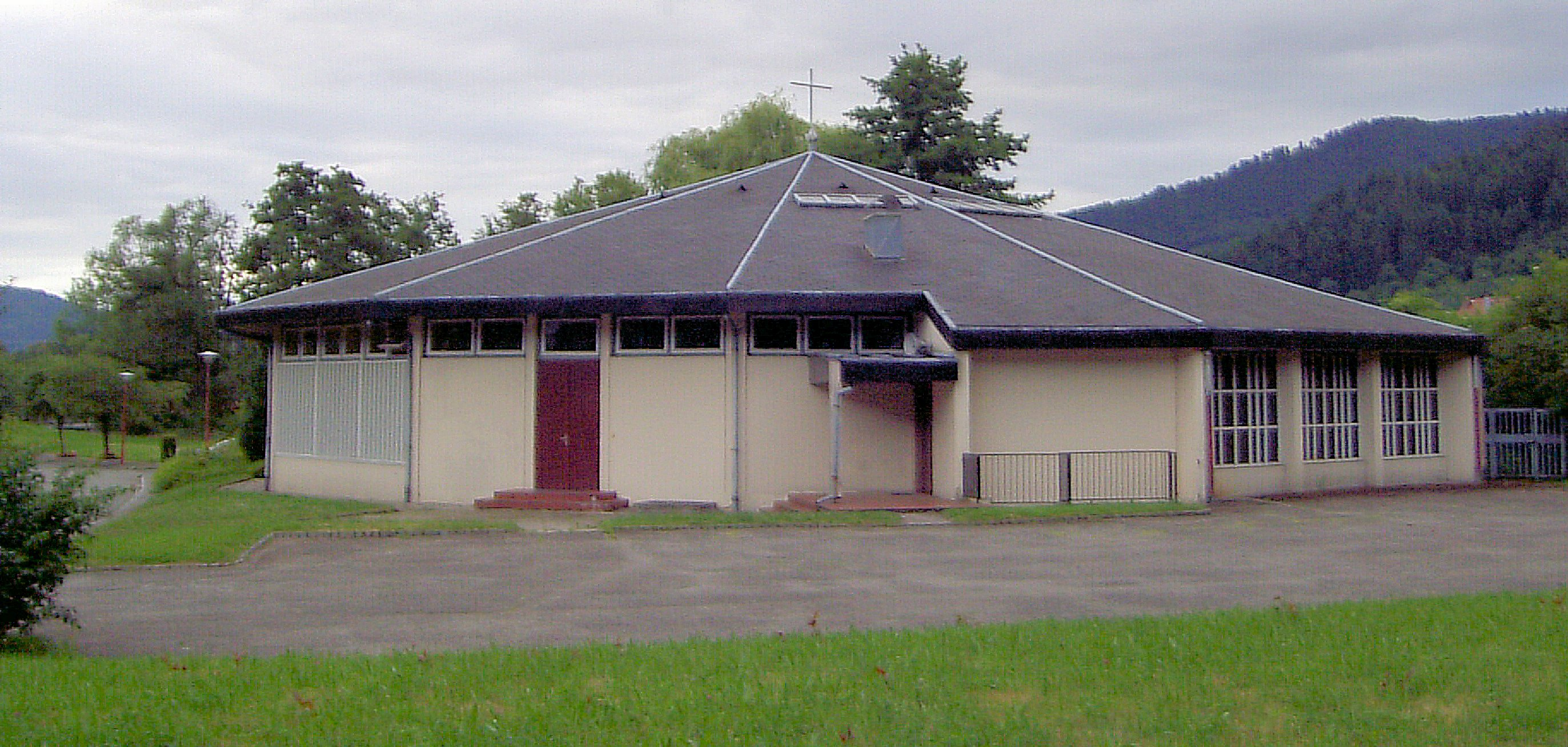
zwölfeckige Kirche Saint-Joseph-Artisan aus dem Jahr 1969
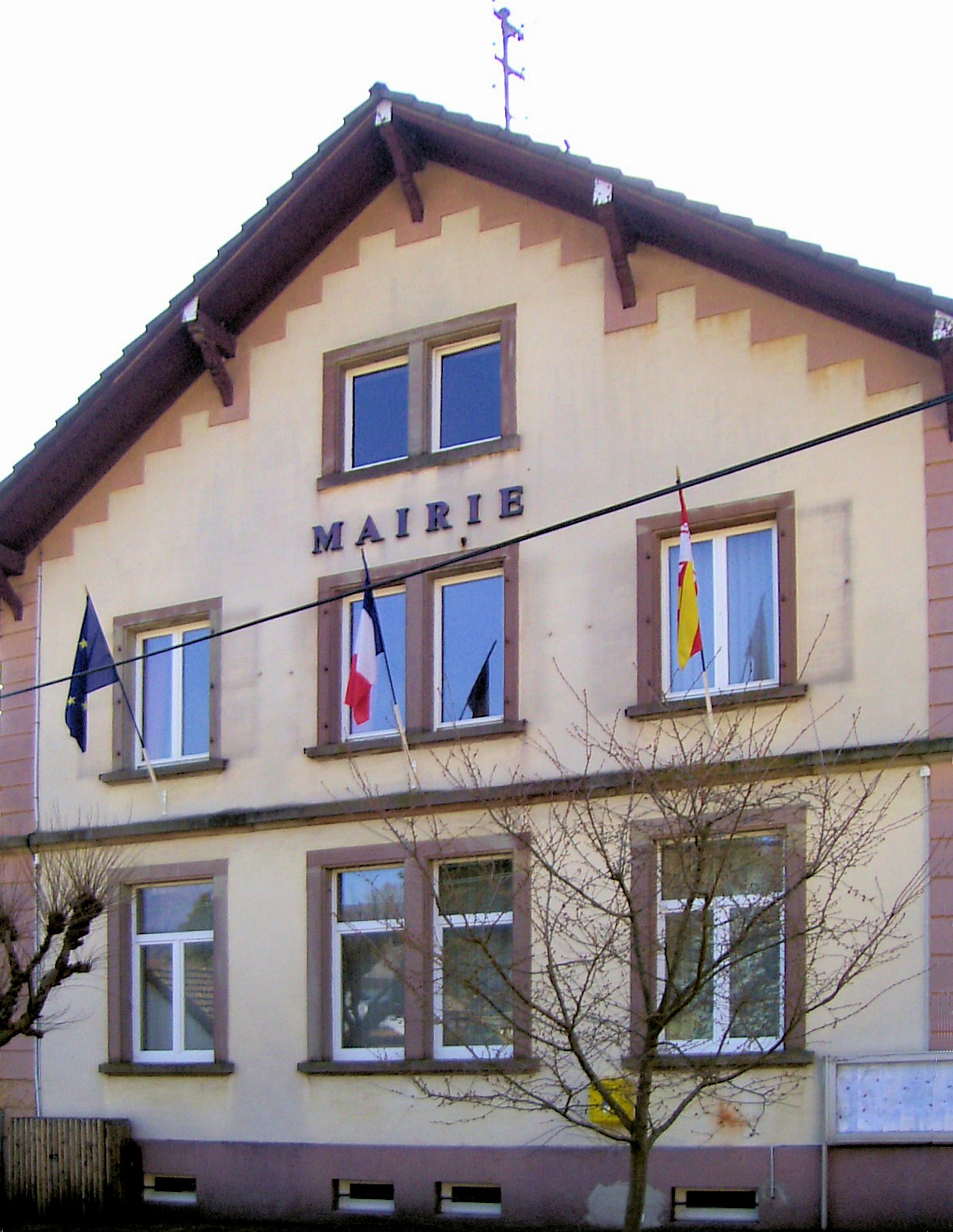
Mairie Malmerspach
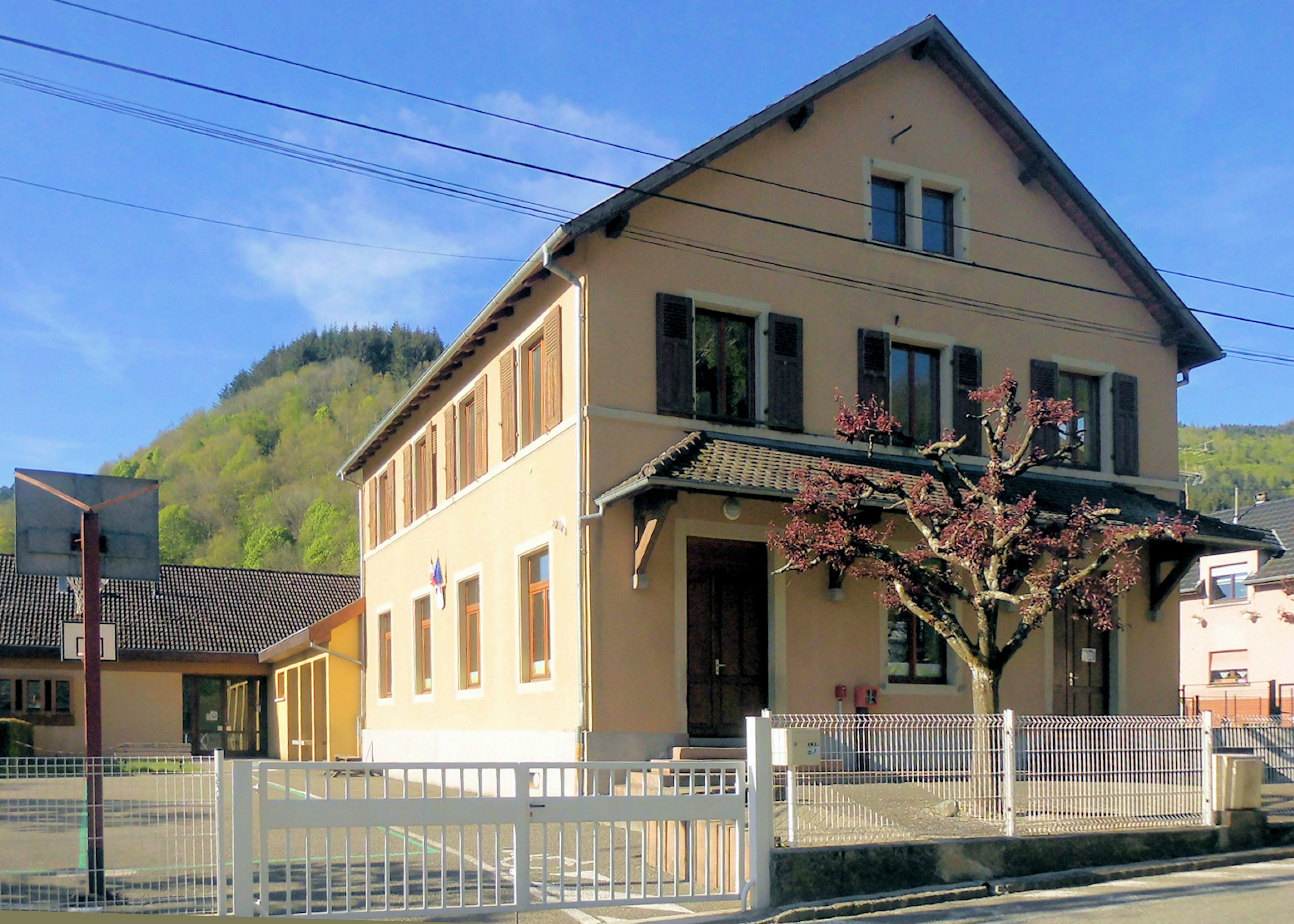
Grundschule Malmerspach

## Nachweise
1. ↑  Philippe Legin: Die Abteikirche von Murbach. S. A. E. P., Colmar-Ingersheim 1979, Karte im Rückumschlag (S. 25).
2. 1 2  Gemeindeverzeichnis Deutschland 1900 – Kreis Thann